# ジョゼ・ロベルト・ロドリゲス・モタ
ジョゼ・ロベルト・ロドリゲス・モタ（José Roberto Rodrigues Mota、1979年5月10日 - ）は、ブラジル・サンパウロ出身の元サッカー選手。ポジションはFW。水原三星ブルーウィングスに期限付きで在籍していた2010年にAFCチャンピオンズリーグ得点王となった。
Kリーグ時代の登録名はモタ（ハングル: 모따）。

## 所属クラブ
- リオ・アヴェFC 2001-2002
- UDオリヴェイレンセ 2002-2003
- ランダースFC 2004
- ヴィボーFF 2005-2007
- オールボーBK 2007-2008
  - →  モルデFK 2008（レンタル移籍）
- モルデFK 2008-2011
  - →  水原三星ブルーウィングス 2010（レンタル移籍）
- 釜山アイパーク 2012